# Thiruvananthapuram
Thiruvananthapuram (in malayalam തിരുവനന്തപുരം, pronuncia [t̪iɾuʋɐnɐn̪d̪ɐpuɾɐm]), nota anche come Trivandrum, è una città di 745 000 abitanti dell'India meridionale, capitale dello stato federale del Kerala e capoluogo del distretto omonimo. Sorge a pochissimi chilometri dal litorale ovest del Paese, nei pressi dell'estrema punta meridionale del subcontinente indiano.
Chiamata dal Mahatma Gandhi "la città sempreverde dell'India", è caratterizzata dal terreno collinare e da grandi viali alberati, soprattutto nella sua parte settentrionale. Con quasi 745 000 abitanti censiti è la città più grande del Kerala. Considerando l'agglomerato urbano si arriva a circa un milione di abitanti.
Essendo capitale di stato, la città ospita molti uffici del Governo Centrale Indiano, organizzazioni e società. Maggiore centro culturale e formativo del Kerala, è sede della Kerala University e di molte istituzioni tecnologiche e scientifiche, come il Vikram Sarabhai Space Centre, il Technopark e l'Indian Institute of Space Science and Technology.

## Origine del nome
Il significato letterale di Thiruvananthapuram è "Città del Signore Anantha", in Malayalam. Il nome deriva dal deva (divinità) a cui è consacrato il tempio Hindu al centro della città: Anantha è il serpente sul quale si adagia Padmanabhan (Visnù) e il tempio di Vishnu adagiato sul serpente Anantha, il Padmanabha Swamy temple, è l'edificio più notevole della città.
Fino al 1991 come nome ufficiale della città veniva utilizzato l'inglese Trivandrum. In quell'anno il governo decise di ripristinare l'antico nome Thiruvananthapuram (stessa sorte subirono altre importanti città indiane: Bombay divenne Mumbai, Madras divenne Chennai, Calcutta divenne Kolkata e Benares divenne Varanasi). Ciononostante talvolta ci si riferisce alla città ancora col vecchio nome Trivandrum anche in India.

## Storia

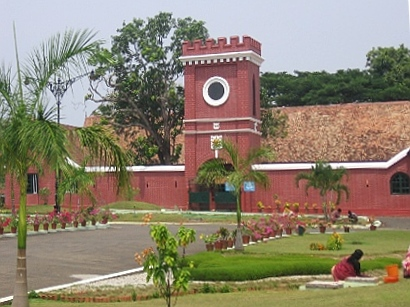
Sede della Nair Brigade di Travancore. Il palazzo è ora sede del Legislative Museum.

### Storia antica
Thiruvananthapuram è un antico centro, attivo nel commercio fin dal X secolo d.C., tradizionale punto di riferimento per i commercianti di spezie, avorio e sandalo; tuttavia, la storia politica e culturale della città appare indipendente da quella del resto del Kerala. Governata dapprima dalla dinastia degli Ay, fu rilevata dai Venad attorno al X secolo; l'area fu inizialmente frequentata da commercianti Portoghesi, ai quali si successero gli olandesi. Fu da qui che gli Inglesi in seguito avrebbero esteso il loro dominio fino al resto dell'area di Thiruvithamcore (antico nome di Travancore).

### Storia moderna
La nascita della città moderna si fa risalire al 1729, con l'ascensione di Marthanda Varma, sovrano dello Stato di Travancore dal 1729 al 1758. La città, divenuta nel 1745 capitale del regno, diventò un importante centro culturale e artistico.
Il XIX secolo vide principalmente il susseguirsi di due Maharaja: Swathi Thirunal e Ayilyam Thirunal; furono anni in cui vennero istituiti molti degli attuali servizi culturali. Durante il dominio del primo maharaja, tra il 1829 e il 1847, furono fondati la prima scuola su modello inglese (1834), l'osservatorio (1837) e il General Hospital (1839); il regno del suo secondo successore, Ayilyam Thirunal, che durò dal 1860 al 1880, vide la nascita della Oriental Research Institute & Manuscripts Library (Biblioteca dell'Istituto di Ricerca e dei Manoscritti Orientali) e dell'Università (1873). A queste si aggiunsero, negli anni successivi, altre istituzioni, come l'Ayurveda College, il Sanscrit College e il Collegio femminile.
Il regno del Maharaja Sree Moolam Thirunal, nel primo Novecento, fu un periodo ricco di fermenti sociali e politici: la Sree Moolam Assembly, che si stabilì nel 1904, fu il primo Consiglio Legislativo eletto in maniera democratica; nonostante la città non fosse mai stata sotto il diretto controllo dell'Impero britannico, si trovò spesso in prima linea nella lotta a favore dell'indipendenza dell'India.
Con la conclusione del dominio britannico, nel 1947, Travancore scelse di aderire al nascente stato indiano. Il primo ministero popolare fu diretto da Pattom Thanu Pillai, il quale si insediò nel marzo del 1948; l'anno successivo, la città divenne capitale dello Stato Thiru-Kochi, una neonata entità formata dalla fusione dei vecchi stati di Travancore e di Kochi. Quando, il 1º novembre 1956 nacque lo Stato del Kerala, Thiruvananthapuram ne divenne la capitale.

### Oggi
Con la fondazione del Thumba Equatorial Rocket Launching Station (TERLS) nel 1962, Thiruvananthapuram divenne la culla del nascente progetto spaziale indiano. L'anno successivo, l'India effettuò il suo primo lancio spaziale dal Vikram Sarabhai Space Centre, localizzato alla periferia della città. Successivamente venne anche fondato l'Indian Space Research Organisation (un centro di ricerca), sempre con sede a Trivandrum.
Una pietra miliare di notevole importanza fu l'istituzione, nel 1995, del primo stabilimento del Technopark, il primo centro di tecnologia informatica dell'India. Oggi, il Technopark, in via di ulteriore espansione, è il più grande parco informatico dell'India e il terzo in tutto il continente asiatico, ponendo Thiruvananthapuram tra i centri più promettenti nel campo della ricerca e della competitività.

## Geografia fisica

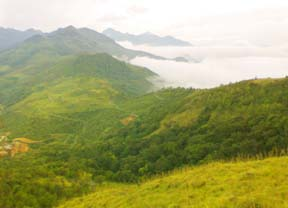
Panorama dalle colline di Ponmudi.

### Territorio
Thiruvananthapuram sorge su sette colli, a breve distanza dal mare, nelle estreme propaggini meridionali del subcontinente indiano. L'area urbana si estende su circa 250 km², incastonata fra il Mare Arabico, ad ovest, e le propaggini più occidentali della catena dei Ghati Occidentali, ad est.
I confini dell'area urbana sono tuttavia difficilmente tracciabili, in quanto la città appare connessa a numerosissimi villaggi, che sorgono sia lungo le principali direttrici stradali, sia letteralmente in mezzo alla foresta.
L'area dove sorge la città può essere suddivisa in due precisi settori geografici: la pianura e l'entroterra. La prima comprende un settore della sottile fascia pianeggiante che attraversa quasi tutto il Kerala, che all'altezza di Thiruvananthapuram si restringe notevolmente; la parte interna comprende invece le colline, che dalla pianura si connettono alla catena dei Ghati Occidentali, in quest'area chiamati Cardamom Hills.
I corsi d'acqua abbondano, e in particolare si possono citare il fiume Killi, che fiancheggia la città sul lato est, e il Karamana, più a sud, entrambi in massima parte navigabili.

### Clima
Il clima della città, così come di tutta l'area, è tropicale monsonico. Le temperature massime spesso raggiungono i 34 °C, mentre le minime raramente scendono al di sotto dei 21 °C. Data la presenza dell'oceano e delle foreste tutt'intorno all'area urbana, l'umidità è elevata durante quasi tutto l'anno, ed aumenta fino a superare il 90% durante la stagione dei monsoni.
Thiruvananthapuram è la prima città che riceve le perturbazioni portate dal monsone di sud-ovest, e in conseguenza è anche la prima città dove i monsoni si scaricano, ricevendone le prime abbondanti precipitazioni già verso gli ultimi giorni del mese di maggio. Una seconda ondata di piogge si verifica durante il mese di ottobre, durante il monsone di ritorno proveniente da nord-est. Nei mesi di novembre e dicembre la temperatura si stabilisce su valori non troppo elevati, mentre da febbraio a maggio risalgono, sfiorando punte di 35-36 °C.
Una curiosità astronomica: nelle giornate del 10 aprile e del 1º settembre, il Sole a mezzogiorno si presenta perfettamente allo zenit.
| Temperature massime diurne (°C)  | 31 | 31 | 32 | 32 | 31 | 29 | 28 | 28 | 29 | 29 | 29 | 30 |
| Temperature medie notturne (°C)  | 27 | 27 | 28 | 29 | 28 | 26 | 26 | 26 | 27 | 26 | 26 | 27 |
| Temperature minime notturne (°C) | 22 | 23 | 25 | 26 | 25 | 24 | 23 | 23 | 23 | 23 | 23 | 23 |
| Pioggia (cm)                     | 2  | 2  | 4  | 11 | 20 | 33 | 20 | 12 | 13 | 26 | 17 | 6  |
| Fonte: (EN) Weatherbase          |    |    |    |    |    |    |    |    |    |    |    |    |

## Monumenti e luoghi d'interesse
- Il Padmanabha Swamy Temple ed il forte che lo circonda, il Napier Museum e lo zoo, la Moschea di Palayam e la chiesa sono fra gli edifici storici più importanti. Presso il vicino lago di Veli e la spiaggia di Shankumugham sono conservate le varie opere del celebre scultore Kanayi Kunhiraman. In particolare, il Padmanabha Swamy Temple, è l'edificio più caratteristico della città; situato nei pressi di East Fort, di fronte ad un laghetto, è uno dei più famosi templi indiani dedicati al Dio Visnù, in posizione Anananthasayanam (in eterna quiescienza di yog-nidra).
- Kuthira Malika

## Società

### Evoluzione demografica

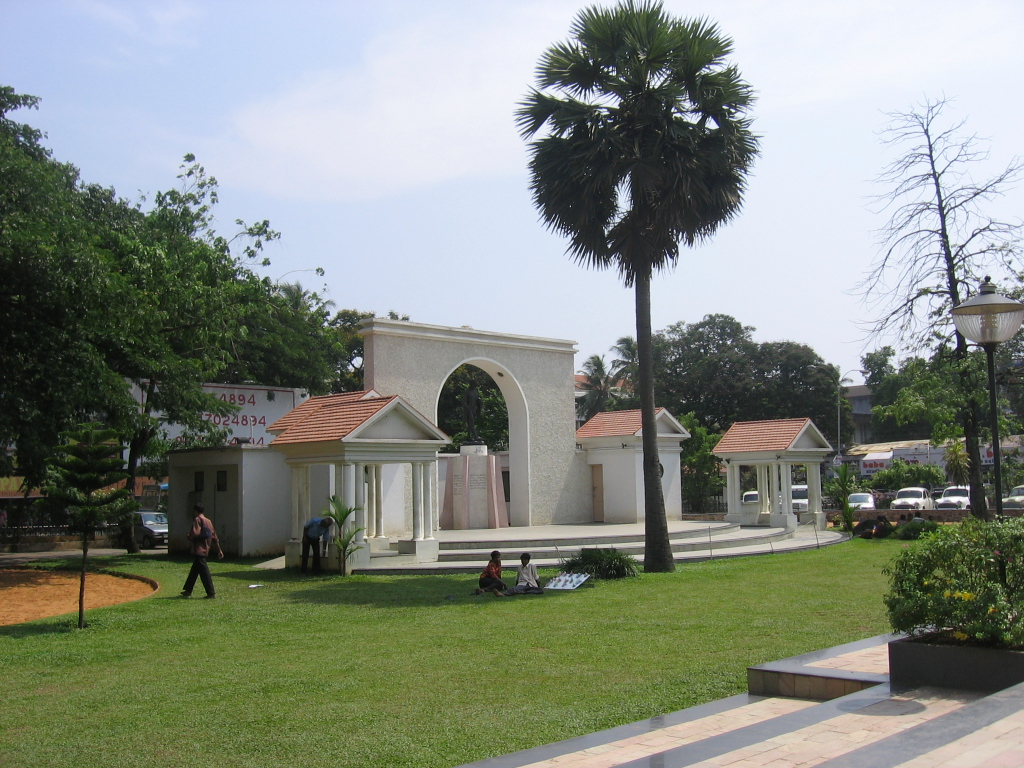
Il parco Mahatma Gandhi, a East Fort.

La città ha una popolazione di 744 739 abitanti, secondo il censimento del 2001 e questo fa rientrare la città nella classe I (da 100 000 persone in su). Al censimento del 2001 la popolazione cittadina era suddivisa in 365 899 maschi e 378 840 femmine; i bambini di età inferiore o uguale ai sei anni assommavano a 72 515, dei quali 37 550 maschi e 34 965 femmine. Infine, coloro che erano in grado di saper almeno leggere e scrivere erano 621 598, dei quali 311 553 maschi e 310 045 femmine.
Le stime aggiornate al dicembre del 2006 davano Thiruvananthapuram sulla soglia del milione di abitanti (l'agglomerato urbano la raggiunse nel 2001). All'interno della città, la densità si aggira sui 5284 ab./km²; il distretto ha un tasso di alfabetizzazione pari all'89,36%, tasso che aumenta se si considera solo l'area metropolitana. Il rapporto tra i sessi è di 1 037 donne su 1 000 uomini.
Gli induisti sono il 65% della popolazione, i cristiani si assestano sul 18% e i musulmani sul 15%; nonostante l'inglese e l'hindi siano conosciuti e compresi, la lingua più parlata è il Malayalam. Poco diffusi sono il tamil, il tulu e il konkani.
La disoccupazione è un problema serio nel distretto di Thiruvananthapuram, così come un po' in tutto il Kerala: dall'8,8% di disoccupati del 1998 si è passati, infatti, al 34,3% nel 2003, registrando così un 25,5% di aumento in valore assoluto e ben un 289,7% relativo in soli cinque anni. In conseguenza a ciò, l'area urbana ha visto aumentare il tasso di suicidi al suo interno, passando da un 17,2 per lakh (1 lakh = 100 000) nel 1995 al 38,5 per lakh nel 2002. Due anni dopo, il tasso sarebbe sceso al 36,6 per lakh.

## Cultura

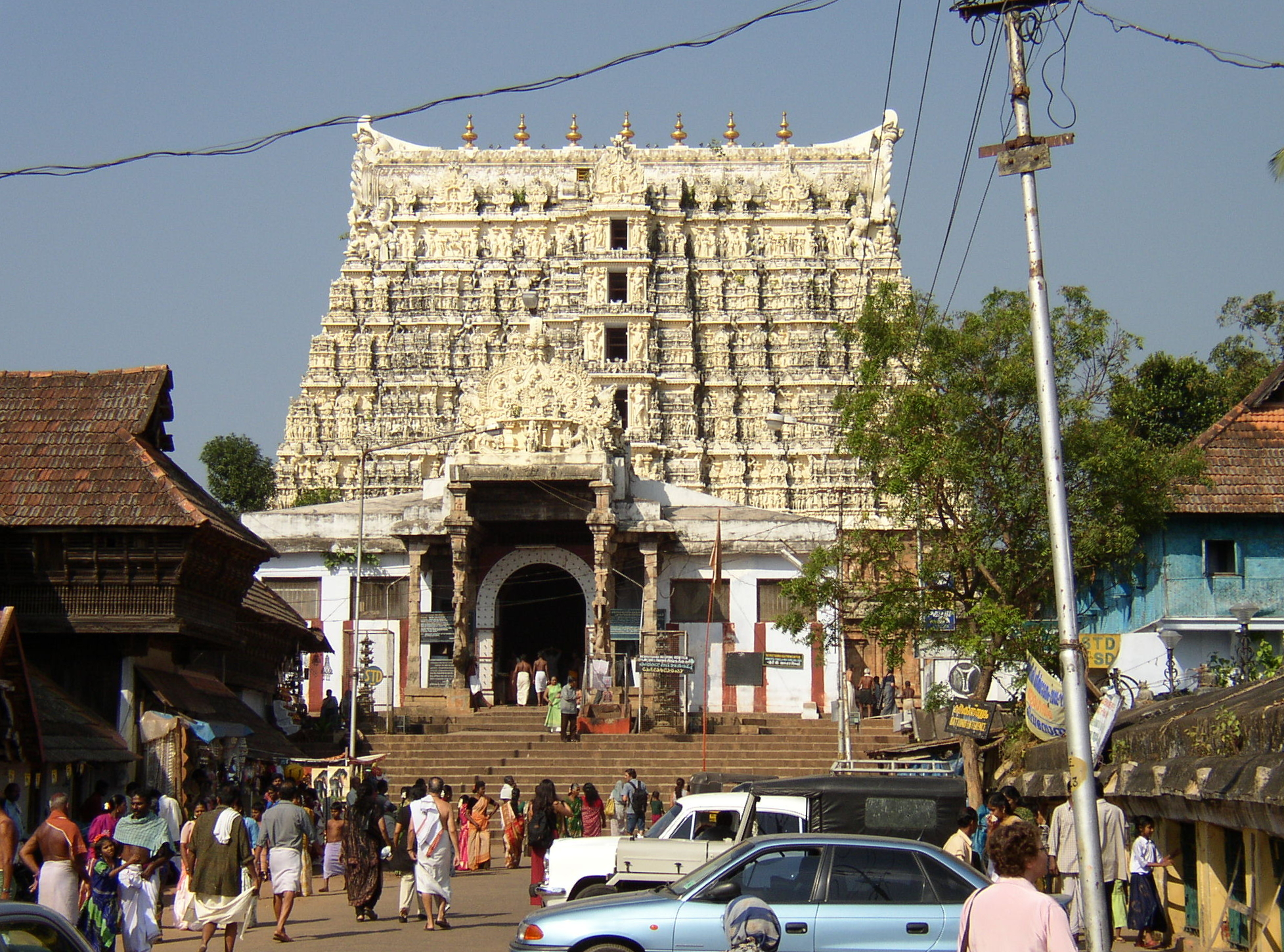
Lo Sri Padmanabha Swamy Temple.

Thiruvananthapuram ha una base culturale molto ricca e variegata, e nel corso della sua storia produsse diversi artisti, fra i quali il Maharaja Swathi Thirunal e Ravi Varma.
Il primo fu un grande compositore ed ebbe un ruolo di primo piano nello sviluppo della musica carnatica; in città, vi è tuttora un'università a lui dedicata. Il secondo fu invece un illustre pittore, le cui opere sono riconosciute e apprezzate a livello internazionale; buona parte dei suoi lavori sono conservati presso la Sree Chitra Art Gallery, in città.

### Istruzione

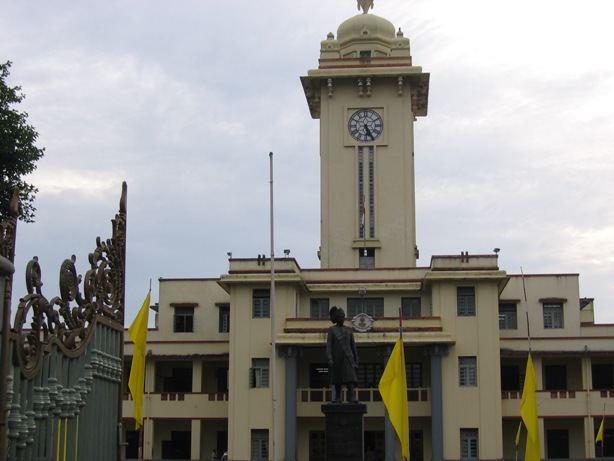
Il palazzo della Kerala University (University Office).

La città di Thiruvananthapuram è un importante polo accademico: è infatti sede della Kerala University.
È pure sede di numerose altre università e college, tra i quali ve ne sono ben quindici di ingegneria, tre di medicina occidentale e tre di medicina ayurvedica, due di omeopatia, nonché di giurisprudenza; il Trivandrum Medical College, oltre che essere stato il primo istituto medico dello Stato del Kerala, è anche uno migliori del Paese.
Il College of Engineering, Trivandrum è un'altra delle istituzioni formative più conosciute dello Stato; l'Indian Institute of Space Technology, il primo e unico nel suo genere in tutta l'India, ha sede a Thiruvananthapuram.
Le scuole della città sono classificate come Aided (lett. "aiutate"), Unaided ("non aiutate") e statali: queste ultime sono amministrate direttamente dal Governo e seguono il programma di studi prescritto dallo Stato; anche le prime seguono questa traccia. A queste si aggiungono altre scuole private, che seguono un programma alternativo.
Il tasso di alfabetizzazione medio, secondo il censimento del 2001, nel distretto di Thiruvananthapuram è dell'89,39%: il 92,68% tra i maschi e l'86,26% tra le donne.

#### Biblioteche

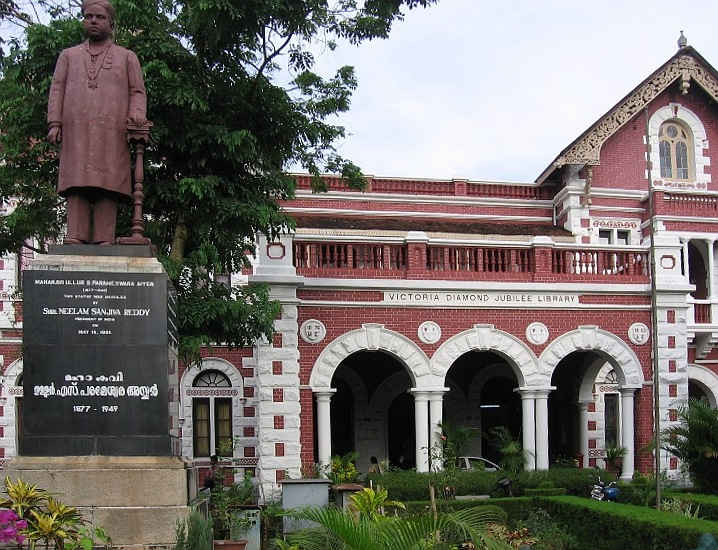
La Trivandrum Public Library, la più importante biblioteca della città.

La città offre un gran numero di biblioteche, tra le quali la più importante è la State Central Library (Trivandrum Public Library); seguono la University Library, Thiruvananthapuram Children's Library (Libreria per l'infanzia), Manuscripts Library e il Centre for Development Studies Library (Libreria del Centro per gli Studi dello Sviluppo). Il British Council and Library è situato nei pressi del Segretariato di Stato.

#### Ricerca
La città è un importante centro di ricerca all'avanguardia nei campi della scienza spaziale, tecnologia dell'informazione, bio-tecnologia e medicina. Ospita un gran numero di centri di ricerca, tra i quali spiccano il Vikram Sarabhai Space Centre (VSSC), il Liquid Propulsion Systems Centre (LPSC), il Thumba Equatorial Rocket Launching Station (TERLS), il Rajiv Gandhi Centre for Bio Technology, il Tropical Botanical Garden and Research Institute, il Regional Research Laboratory (RRL), la Free Software Foundation (FSF), il Regional Cancer Centre (RCC), lo Sree Chitra Thirunal Institute of Medical Sciences and Technology (SCTIMST), il Centre for Earth Science Studies (CESS), il Central Tuber Crops Research Institute (CTCRI), il Priyadarsini Planetarium, il Centre for Development Studies, il The Oriental Research Institute & Manuscripts Library, il Kerala Highway Research Institute e il Kerala Fisheries Research Institute.

### Cucina
La cucina tradizionale è quella keralita, caratterizzata da un uso abbondante della noce di cocco e una grande varietà di spezie. Sono diffusi pure altri tipi di cucine, in particolare quella del nord India e quella cinese. Persino la cultura del Fast food, sta prendendo piede.

### Eventi
Thiruvananthapuram può apparire al turista occasionale come una tranquilla città priva di grandi eventi; di fatto, sotto il velo di apparente quiescienza, si avverte costantemente la brezza dell'attività culturale: questi fermenti si rivelano in particolare durante le grandi festività di Onam, nel periodo compreso tra fine agosto e inizio settembre, e durante la stagione turistica, che qui va da dicembre a marzo. Il governo organizza un programma turistico durante la settimana di festività di Onam, con eventi culturali che hanno luogo in vari punti della città. Altri eventi di rilievo includono lo show floreale, l'Attukal Pongala, la Aaraat del Padmanabha Swamy Temple, il Bimapalli Uroos e così via.

## Geografia antropica

### Urbanistica
Asse portante e fulcro della vita cittadina è la Mahatma Gandhi Road, chiamata in città MG Road; la strada, della lunghezza di 4 km, attraversa l'intera città in senso nord-sud, dal giardino zoologico fino al settore di East Fort, da cui partono altre due direttrici: una (Chalai Juma Masjid Rd) verso est, che penetra nel quartiere del Chalai, i cui vicoli sono perennemente adibiti a mercatino alimentare, l'altra verso ovest, in direzione del Padmanabha Swamy Temple. La parte meridionale di MG Road è tuttora interessata da un progetto di allargamento, iniziato nel 2006, che include l'abbattimento dei palazzi a ridosso della strada e la loro ricostruzione in posizione più arretrata, la messa in posa di marciapiedi, attraversamenti pedonali e lanterne semaforiche.
Quasi tutti gli edifici importanti e i servizi si trovano lungo questa via: il già citato Zoological Garden, gli edifici della Kerala University (University College, University Library e University Office), il Palazzo del Segretariato di Stato e lo stadio cittadino, più buona parte degli alberghi e dei ristoranti di qualità elevata.
Da alcuni anni, alla periferia ovest della città, è aperta al traffico una strada di scorrimento, che consente di attraversare l'area urbana da nord a sud e di arrivare all'aeroporto senza dover entrare nel centro cittadino; nonostante ciò, MG Road resta una strada perennemente ingolfata dal traffico, il quale, per altro, è costituito in massima parte da autobus e autorisciò.
Il fenomeno delle baraccopoli in città è del tutto assente.

## Economia

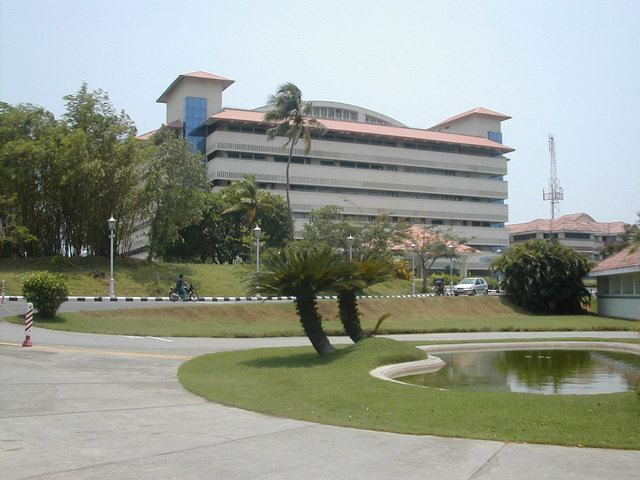
Uno degli edifici del Technopark.

La principale attività della città riguarda il settore terziario, con circa il 60% della forza lavoro impegnata nelle attività di governo. Il settore industriale è relativamente meno sviluppato, se paragonato a quello di altre città capitali nell'India del sud, come Bangalore e Chennai. In fortissimo sviluppo è la ricerca nel campo medico e delle bio-tecnologie; molti canali televisivi di Stato sono stati recentemente aperti in città, facendone la sede di un gran numero di studi e relative attività industriali.

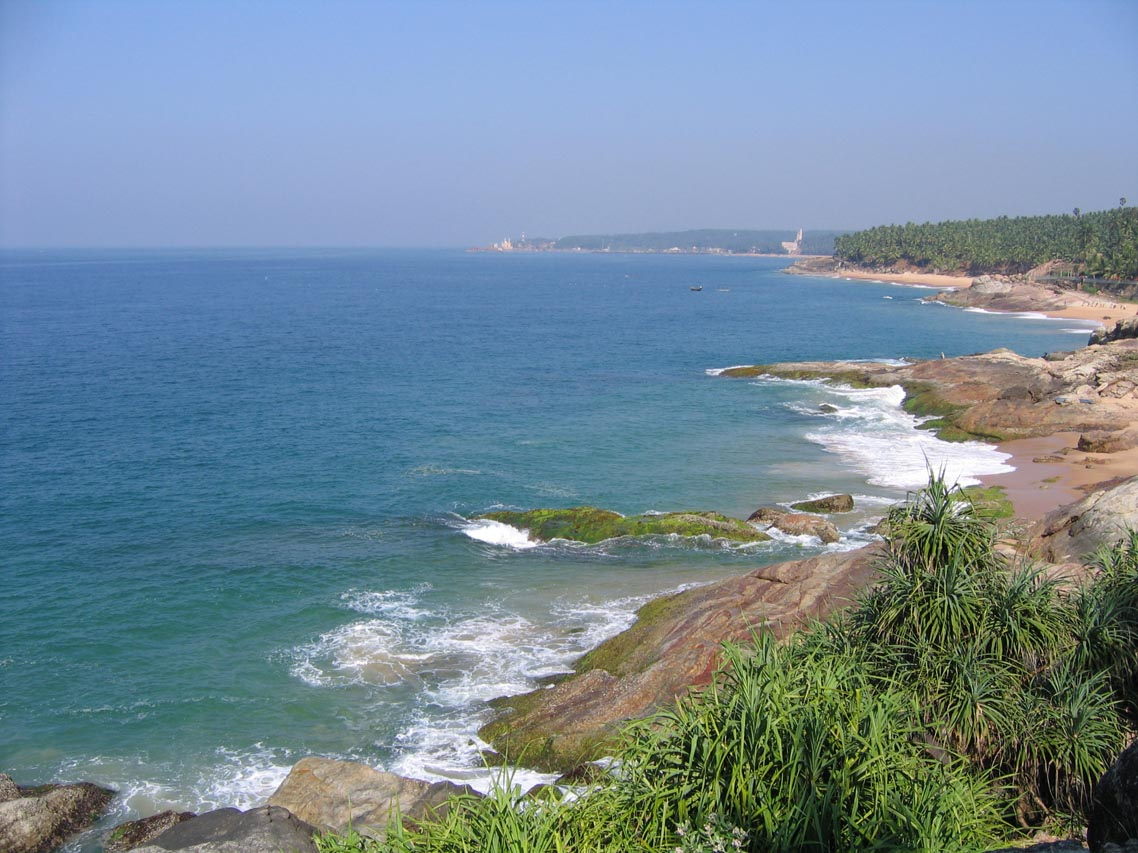
L'area in cui sorgerà il porto di Vizhinjam.

 Dall'istituzione del Technopark, nel 1995, Thiruvananthapuram è diventata un importante centro tecnologico: all'interno del Tecnopark sono infatti aperte le sedi delle più grandi società tecnologiche a livello globale, e l'intera macchina organizzativa conta oltre 12 500 dipendenti; con l'espansione del polo, che sarà ultimata entro il 2008, questo numero è destinato a salire a 30 000.
Il settore turistico è fortemente in crescita: Thiruvananthapuram, col suo aeroporto intercontinentale, è il principale portale d'ingresso nello Stato del Kerala; inoltre, con la rapida diffusione nei Paesi occidentali delle tecniche della Medicina Ayurvedica, la città, che vanta oltre 50 istituti dedicati e un'università ayurvedica, è diventata un punto di riferimento a livello internazionale nello studio di questa antica arte medica.
L'attività commerciale è relativamente poco sviluppata, anche a causa dell'assoluta assenza di strutture portuali nei pressi della città. Per ovviare a questa carenza, è in fase di progettazione un grande impianto portuale turistico e commerciale nel villaggio di Vizhinjam, 17 km a sud dell'area urbana.

### Servizi
La città è completamente elettrificata; il sistema, gestito dal Kerala State Electricity Board (KSEB), è diviso in tre sezioni: il Circolo di Trasmissione, quello di Thiruvananthapuram City e quello di Kattakkala. Il consumo ad uso domestico incide per il 43% del consumo totale. Il distretto di Thiruvananthapuram ha una sotto-stazione elettrica da 220 kV, nove da 110 kV e sei da 66 kV; di recente è stata commissionata alla Power Grid Corporation la costruzione di una nuova sotto-stazione da 400 kV, che assicurerà un'alimentazione di elevata qualità a tutta la città, finora soggetta a brevi ma continui black-out.
Gli impianti di approvvigionamento idrico ricoprono il 100% del territorio urbano e, se si considera l'intero distretto, l'84% degli abitanti delle città e il 69% della popolazione rurale; le fonti principali di acqua sono il fiume Peppara e le dighe di Aruvikkara. È in cantiere un progetto di miglioramento con la collaborazione di società giapponesi.
Il sistema di raccolta delle acque reflue è un servizio gratuito fornito ai residenti, perfezionato durante il regno di Travancore e modernizzato nel 1938; si estende al di sotto della superficie stradale ed è controllato dalla Kerala Water Authority. L'area urbana è suddivisa in sette settori per la gestione ed il funzionamento degli impianti fognari, due dei quali furono commissionati negli anni novanta e due dopo il 2000. Le acque reflue sono pompate in una cisterna di decantazione situata nei pressi di Valiyathura, dalla quale viene poi convogliata verso i campi agricoli.

## Infrastrutture e trasporti

### Mobilità urbana

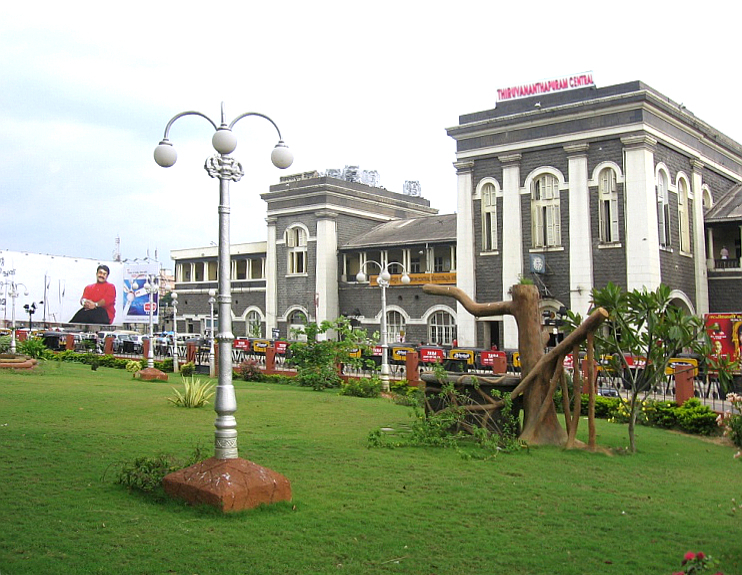
La Stazione Centrale di Trivandrum.

All'interno della città, un capillare servizio di autobus urbani e di autorisciò servono ogni angolo del centro abitato. Veicoli come motorini, motociclette e biciclette sono invece i mezzi privati preferiti dai cittadini.
Il trasporto pubblico urbano e suburbano è gestito in massima parte dal KSRTC (Kerala State Road Transport Corporation); alcune linee vengono gestite in contemporanea pure da una società privata, ma il suo parco mezzi è limitato. I mezzi del KSRTC trovano ricovero presso sei depositi, il City depot, Vikas Bhavan, Peroorkada, Pappanamcode, Kaniyapuram e Vellanad. Il servizio è stato potenziato nel 2005, con l'introduzione di nuovi mezzi e, in alcune linee, di obliteratrici. Nodo nevralgico dei trasporti urbani ed extraurbani è il settore di East Fort, nei pressi del grandioso Padmanabha Swamy temple. La stazione degli autobus interstatali è invece situata a Thampanoor, a 1 km di distanza: da qui partono autolinee dirette verso tutte le città del Kerala e i principali villaggi, più altre dirette verso le grandi città indiane di Bangalore e Chennai.

### Ferrovie
A Thampanoor si trova pure la Stazione Centrale delle ferrovie, un importante capolinea da cui partono oltre 50 treni al giorno; da qui transitano e partono linee ferroviarie dirette verso tutte le maggiori città dell'India, ed è anche la seconda stazione, partendo da sud, dell'importantissima linea Kanyakumari-Jammu, che attraversa tutta l'India dalla punta più meridionale alla città più settentrionale del Paese. Una seconda stazione satellite fu aperta nel 2005 a Kochuveli, nei pressi dell'aeroporto.

### Aeroporti

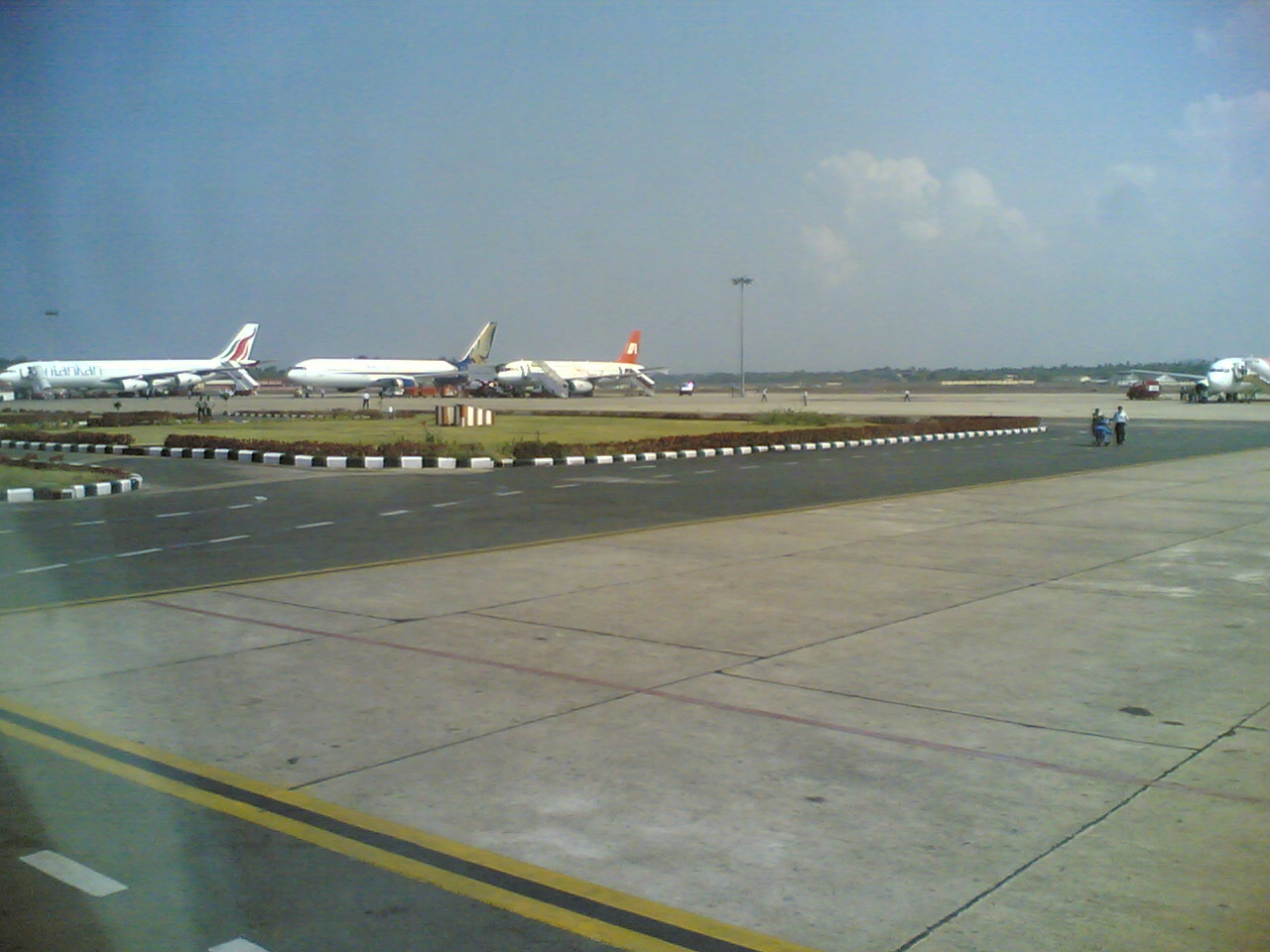
L'Aeroporto Internazionale della città.

La vera porta d'ingresso allo Stato del Kerala è l'Aeroporto Intercontinentale di Trivandrum, da cui partono voli diretti verso tutti i principali Paesi asiatici, da quelli del Medio Oriente (nei cui scali sono attive delle coincidenze per l'Europa) fino a Singapore, le vicine Maldive e lo Sri Lanka; Indian Airlines, Jet Airways, Air Deccan, Kingfisher Airlines e Paramount Airways operano su scala nazionale, collegando i principali centri indiani, mentre Air India, Air-India Express, Gulf Air, Oman Air, Kuwait Airways, Silk Air, Etihad, Srilankan Airlines, Qatar Airways, Air Arabia e Emirates si occupano delle linee internazionali. In aggiunta a queste, altre compagnie operano durante la stagione turistica (dicembre), con voli charter che collegano direttamente alcune città europee. Nei dintorni sono presenti pure due aeroporti militari. L'importanza di questo aeroporto è determinata anche dal fatto di essere il più grande scalo internazionale dell'India del sud, nonché il più vicino agli Stati delle Maldive e dello Sri Lanka.

### Porti
La costruzione del grande complesso portuale di Vizhinjam, i cui lavori inizieranno a partire dal 2008, è vista con grande attesa, perché da questo scalo potranno essere inviati merci e containers verso tutto il Medio Oriente e i principali scali marittimi europei.

### Strade
Tra i vari progetti in cantiere, conseguenza del grande sviluppo della zona negli ultimi anni, vi è il collegamento con la città di Kochi attraverso una moderna autostrada, parzialmente in via di realizzazione, a sua volta collegata al grande raccordo per Bangalore e al grande asse Bangalore-Mumbai-Delhi, i cui lavori sono appena ultimati.

## Amministrazione

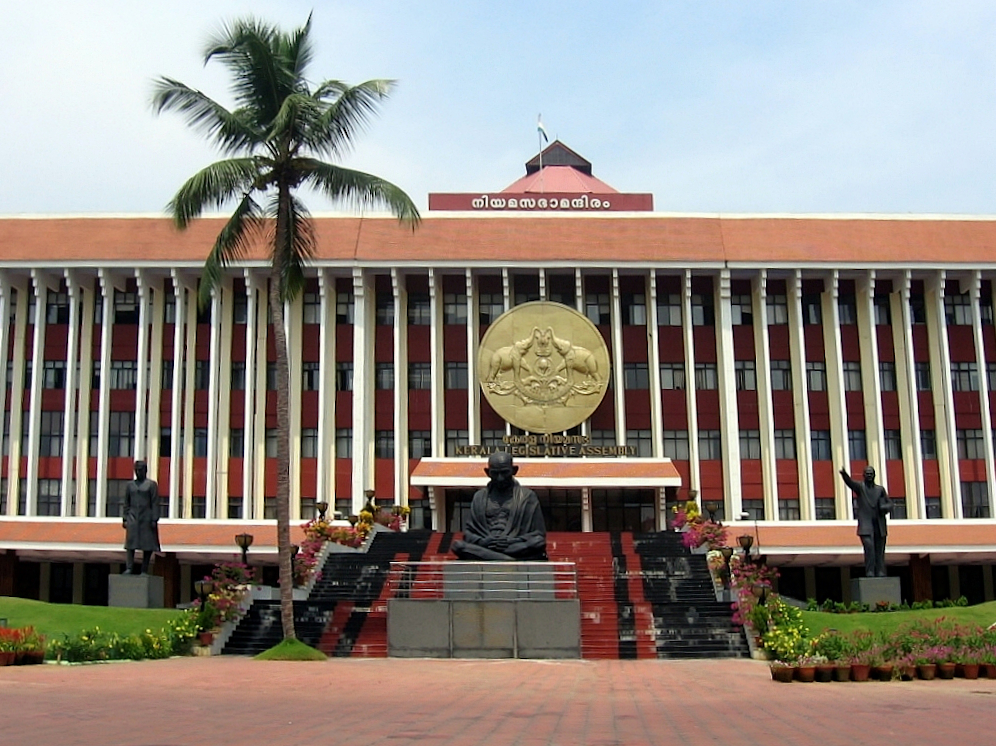
Il palazzo dell'Assemblea Legislativa.

La città è amministrata dalla Thiruvananthapuram Corporation, a capo della quale sta il sindaco. Il consiglio cittadino viene eletto democraticamente, ed è composto da 84 membri, rappresentanti delle diverse aree della città. Molte agenzie lavorano sotto il diretto controllo o in collaborazione con la Corporation, tra le quali la Trivandrum Development Authority (Autorità per lo sviluppo di Trivandrum, TRIDA) e la Trivandrum Road Development Corporation (Società per lo sviluppo della strada).
Gli organi di polizia sono capeggiati da un Commissario; Thiruvananthapuram è suddivisa in tre sottodivisioni di polizia, a loro volta sotto il controllo di altrettanti Assistenti Commissari. Esistono pure due sottodivisioni per il controllo del traffico urbano. Tra le varie unità e squadre vi si trovano un distaccamento anticrimine, una squadra cinofila, un ufficio per la registrazione di cittadini stranieri e una polizia turistica, più un distaccamento armato di riserva.
Da quando Thiruvananthapuram è diventata capitale del Kerala, vi si trovano pure gli uffici del Segretariato di Stato e l'Assemblea Legislativa dello Stato del Kerala. L'unica missione diplomatica presente in città è il consolato delle Maldive.

## Mezzi di comunicazione di massa
I quotidiani sono disponibili sia in inglese, che in Malayalam; titoli di testate con sedi a Thiruvananthapuram sono The New Indian Express e The Hindu. Giornali in Malayalam sono invece Mathrubhumi, Malayala Manorama, Kerala Kaumudi, Deshabhimani, e Madhyamam.
La maggior parte dei canali televisivi in Malayalam hanno sede in città; una rete statale è Doordarshan, che iniziò a trasmettere nel 1981. Dieci anni dopo, Asianet, un canale privato, iniziò le sue trasmissioni. Altri canali sono Surya TV, Amrita TV, Kairali TV, Kiran TV, Asianet Plus e People. I collegamenti via cavo sono effettuati principalmente da Asianet Satellite Communications Limited e Trivandrum Cable Network Pvt Ltd, i quali forniscono pure una selezione di programmi locali, oltre che tutti quelli indiani nazionali.
Sono presenti oltre venti sale cinematografiche, che proiettano film in malayalam, tamil, inglese e hindi; oltre a ciò sono presenti due studi cinematografici, Chithranjali e Merryland. Le sedi della Kinfra Film (uno dei maggiori studios indiani) e del Video Park si trovano nei pressi del Technopark. L'International Film Festival of Kerala si tiene qui ogni anno, nei mesi di novembre e dicembre.
I servizi telefonici e di base sono offerti da BSNL, Reliance e Tata Indicom. Le reti cellulari che operano nella città sono BSNL CellOne, Airtel, Idea Cellular e Hutch; il numero degli abbonati al telefono mobile è aumentato esponenzialmente dalla fine degli anni novanta. Servizi internet sono offerti da BSNL DataOne, Asianet Dataline e Siti Cable. I fornitori privati più conosciuti sono Reliance, VSNL, Airtel e Satyam.

## Sport

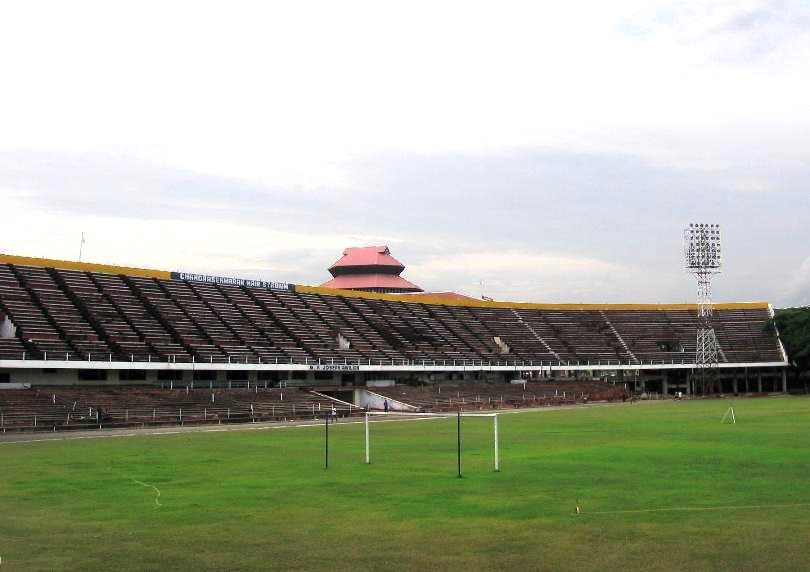
Il Chandrashekaran Nair Football Stadium.

Gli sport più popolari sono il cricket e il calcio; anche basket e pallavolo sono popolari, specialmente nelle scuole. La Kerala Kricket Association (KCA) ha sede a Thiruvananthapuram. Il Quartier Generale della KCA dispone di strutture notevolmente all'avanguardia, con multi-palestra ed attrezzatura per addestramento aerobico, una sala di conferenze e una biblioteca, un tappeto erboso e possibilità di addestramento al coperto, un alloggiamento completamente ammobiliato per allenatori e giocatori, una clinica di fisioterapia, attrezzature per ufficio funzionali e stanze per le squadre ospiti. Il KCA ha fatto inoltre costruire uno stadio di kricket internazionale alla periferia della città. Il Chandrasekharan Nair Stadium è uno stadio di calcio di notevoli dimensioni e ha ospitato incontri a livello sia nazionale che internazionale. Discorso simile vale anche per lo University Stadium, situato nei pressi della Kerala University. È pure presente un Central Stadium, il quale dispone di attrezzature per la pratica di diverse discipline sportive.
La città possiede inoltre una piscina moderna e pienamente equipaggiata, localizzata vicino al Jimmy George Sports Complex, a Vellayambalam.

## Importanza strategica e militare
Oltre che essere una delle città più socialmente sviluppate dello Stato, Thiruvananthapuram è un'importante città strategica dell'India meridionale: essendo infatti la più grande città del profondo sud indiano, ricopre un ruolo di primaria importanza sia per l'aviazione civile che per quella militare in tutto il settore sud. Qui vi ha infatti sede il quartier generale del Southern air Command (SAC) della forza aerea indiana, l'Indian Air Force.
Essendo inoltre vicina geograficamente ai due piccoli stati insulari dello Sri Lanka e delle Maldive, la città offre assistenza medica ad entrambi i Paesi, in particolare a quest'ultima, verso le quali esporta una grande quantità di medicinali. La città è anche un centro di riferimento per coloro che da tutto il mondo cercano aiuto attraverso la medicina e la terapia ayurvedica, i quali centri si stanno sviluppando rapidamente lungo la spiaggia di Kovalam e la costa di Varkala.

## Galleria d'immagini

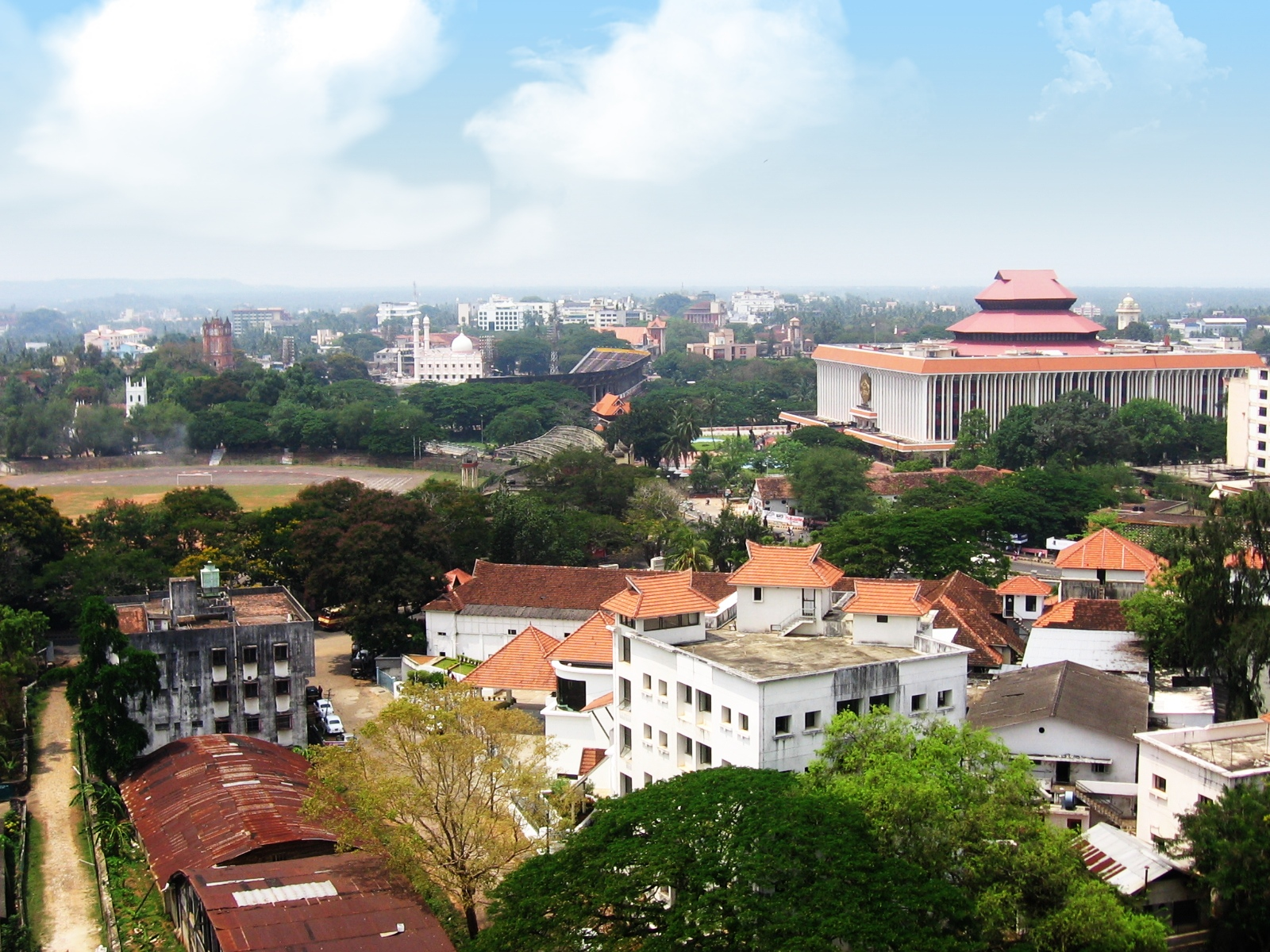
Vista della città dalla sede dall'Assemblea Legislativa
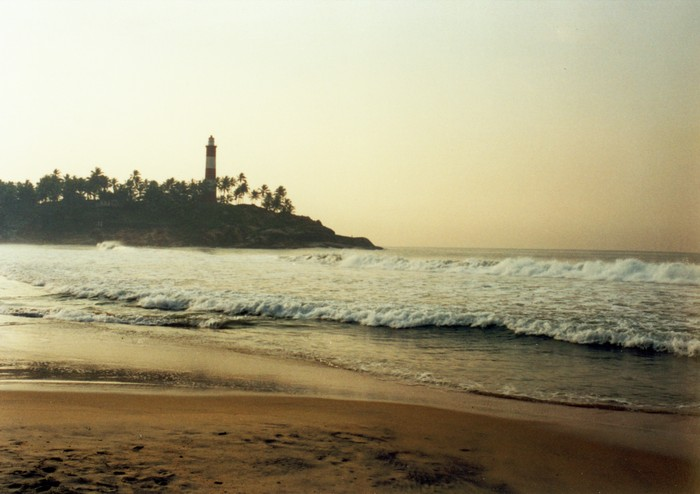
Kovalam Beach, celebre luogo di villeggiatura
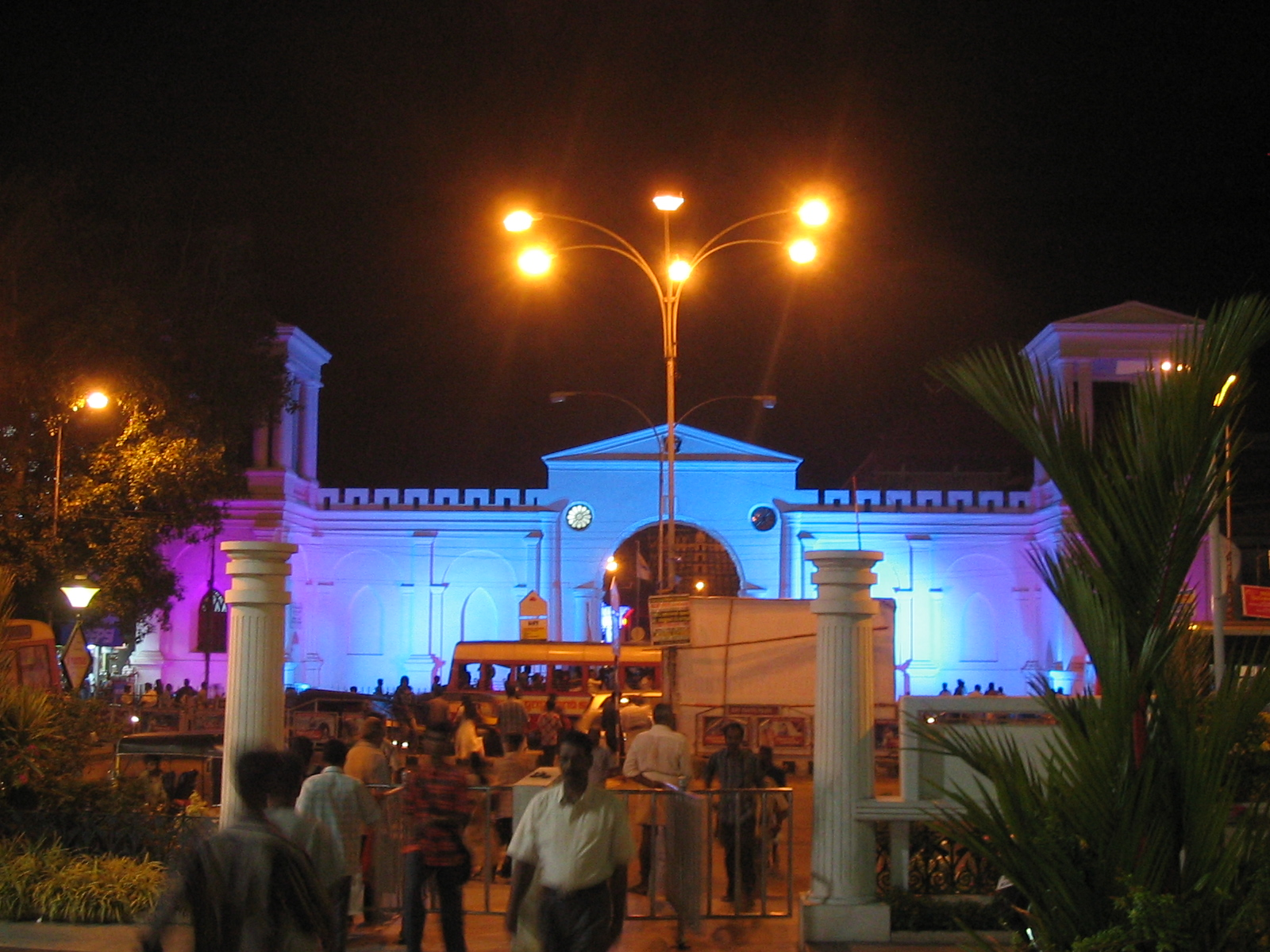
Notturna di East Fort
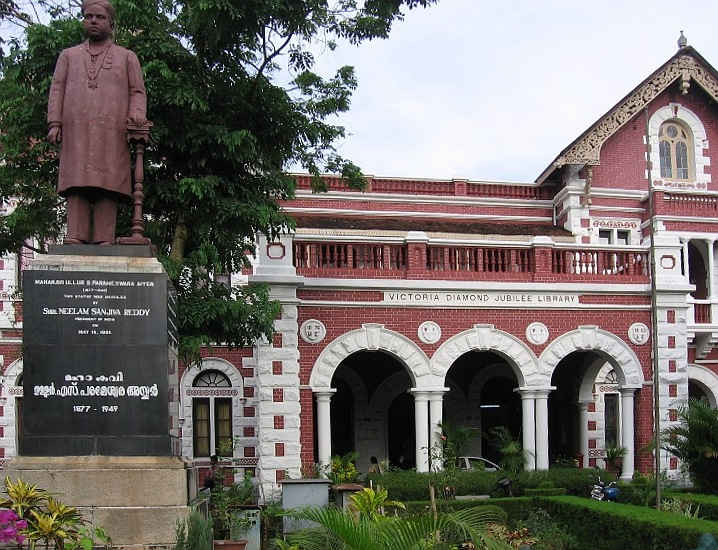
La Trivandrum Public Library
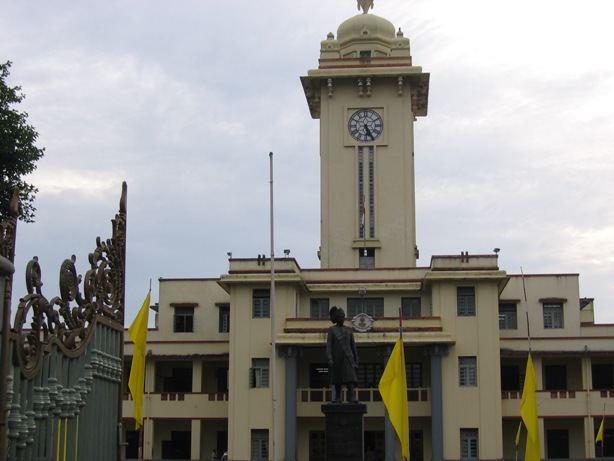
Il palazzo della Kerala University, ufficio amministrativo
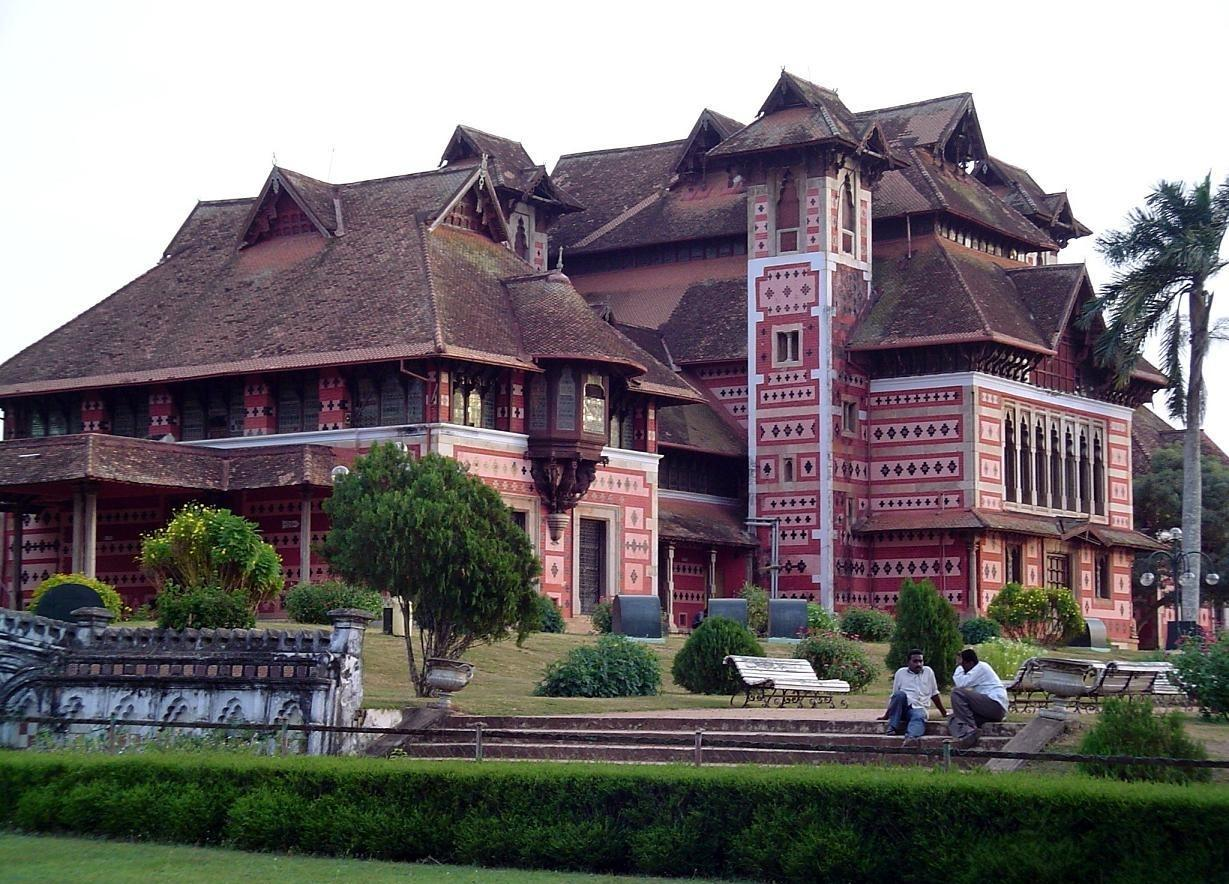
La sede del Napier Museum
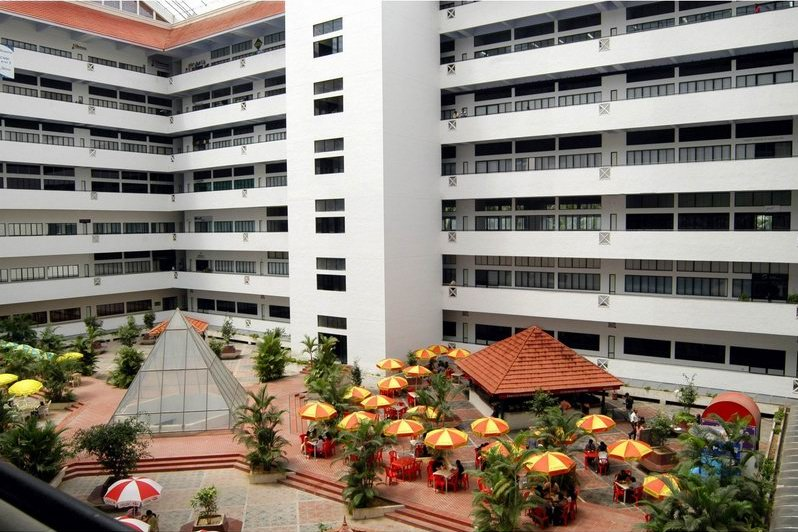
Tecnopark
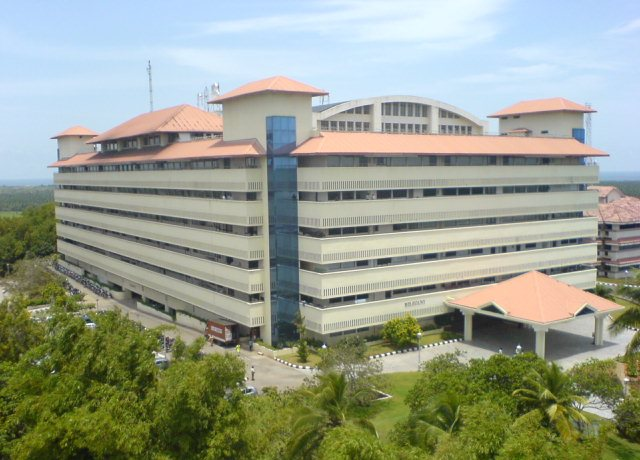
Tecnopark
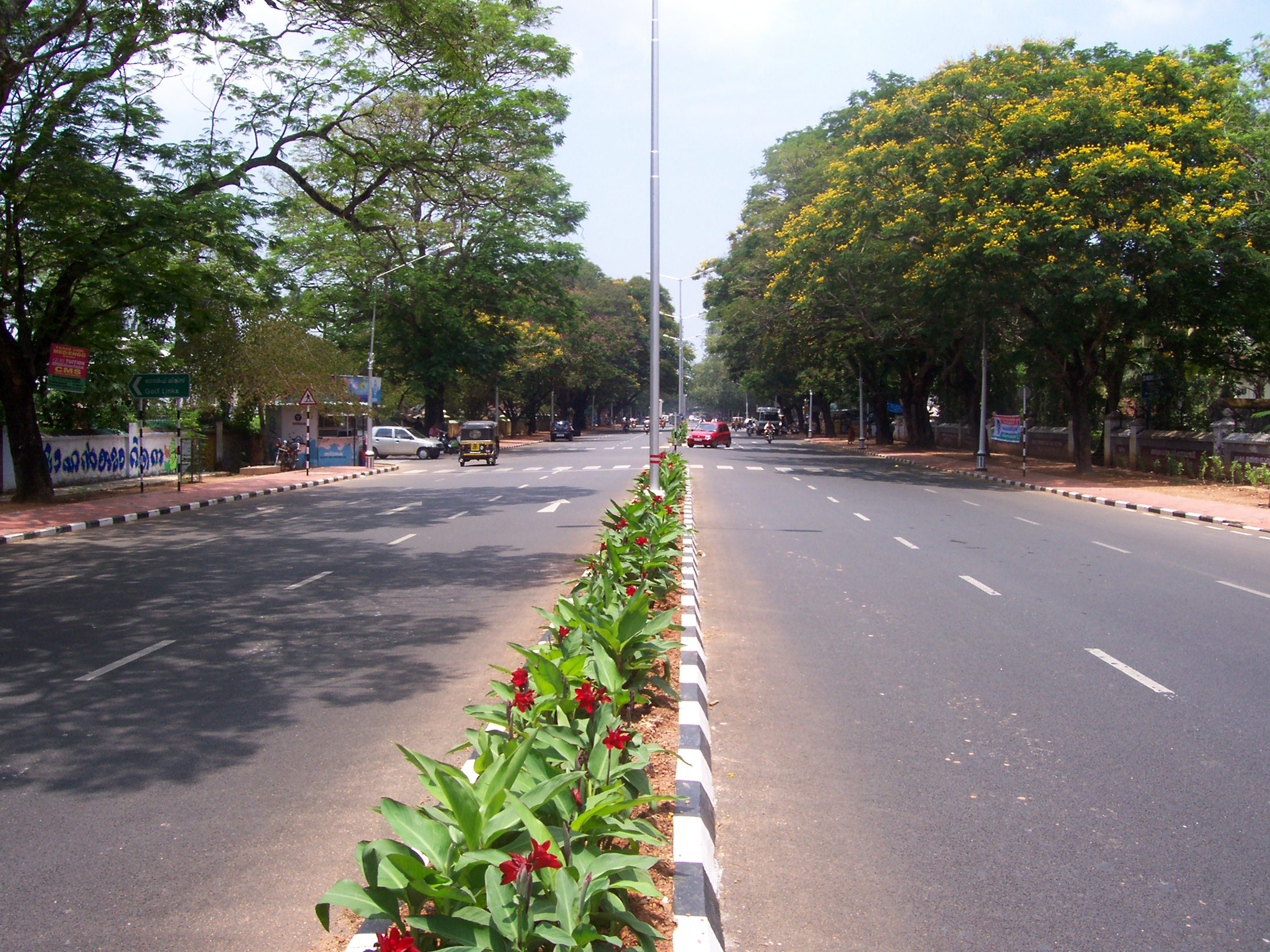
Kaudiar road, nota anche come royal road, una strada che corre all'esterno della città.